# Spoorwegpolitie

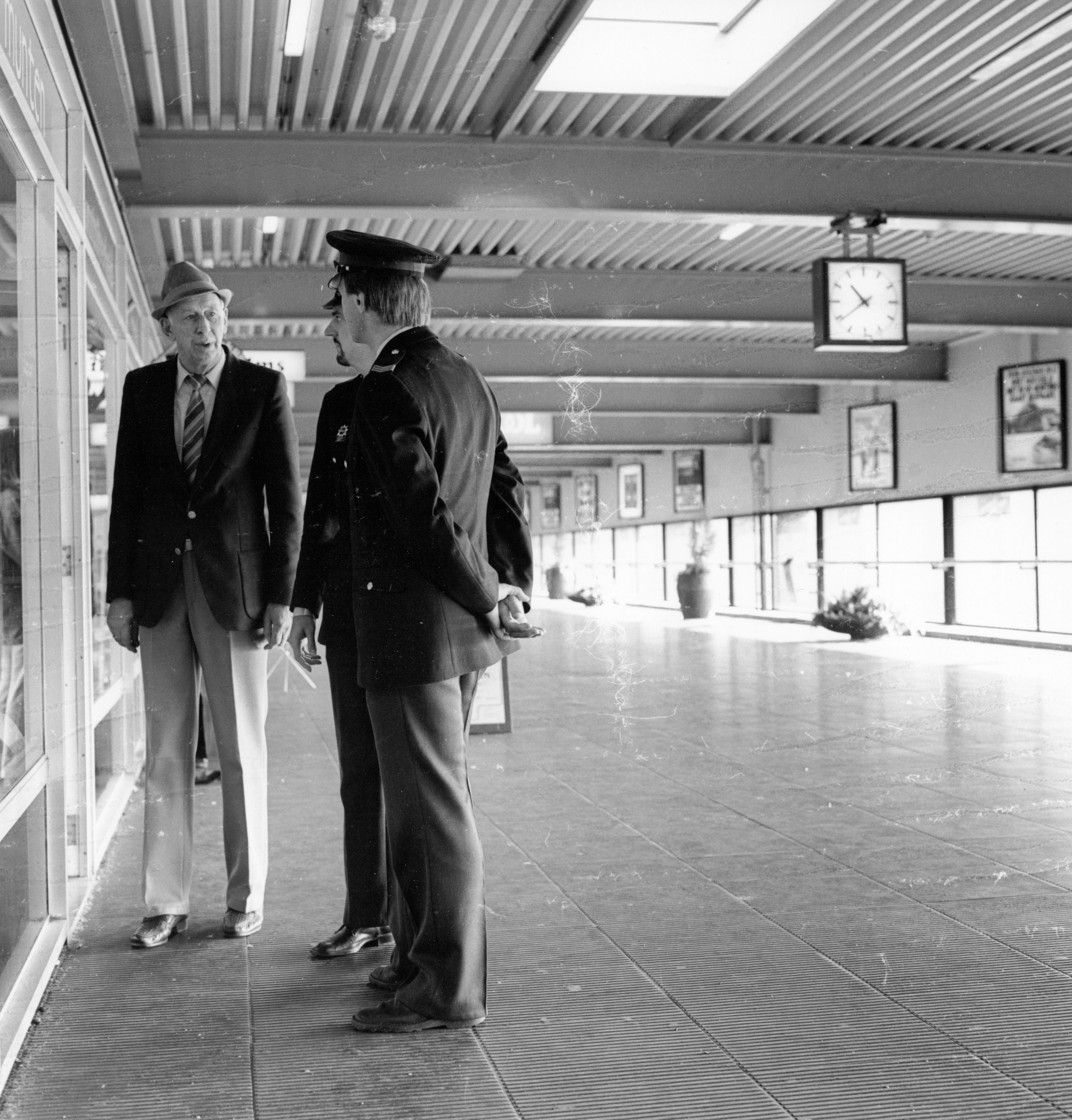
Twee agenten van de spoorwegpolitie spreken een verdachte man aan in de Jaarbeurstraverse bij het NS station Utrecht CS te Utrecht, 1983

De spoorwegpolitie is een politiedienst die verantwoordelijk is voor het voorkomen en opsporen van strafbare feiten in treinen en op de stations. In sommige landen kent men een transportpolitie die verantwoordelijk voor de veiligheid in meerdere vormen van openbaar vervoer. Hoe een spoorwegpolitiedienst is georganiseerd, hangt sterk af van hoe de politie en de openbaarvervoerbedrijven zijn georganiseerd. Ruwweg zijn er twee modellen:
- de spoorwegpolitie is zelf een onderdeel van het openbaarvervoerbedrijf (tot 2000 het geval in Nederland).
- de spoorwegpolitie is een onderdeel van de plaatselijke of landelijke politieorganisatie.

De eerste situatie komt in Europa vrijwel alleen voor wanneer het openbaarvervoerbedrijf een staatsbedrijf is, omdat het betekent dat medewerkers van een bedrijf politiebevoegdheden hebben; in de Verenigde Staten is het echter een gebruikelijke praktijk. Met de grootschalige verzelfstandiging en privatisering van spoorwegbedrijven in Europa zijn veel van deze korpsen verdwenen of geïntegreerd in de reguliere politieorganisatie. Dit is onder andere gebeurd in België en Nederland.

## België
De Belgische spoorwegpolitie was tot 1999 onderdeel van de NMBS, daarna werden officieren en agenten geïntegreerd in de Rijkswacht, en tegenwoordig valt zij onder de Federale Politie.

## Duitsland
In Bondsrepubliek was de spoorwegpolitie (Bahnpolizei) tot 1992 onderdeel van de Deutsche Bundesbahn. Na 1992 gingen de dienst en de bevoegdheden over op de Bundesgrenzschutz, tegenwoordig Bundespolizei, de federale politie van Duitsland. In de voormalige DDR was de Transportpolizei onderdeel van de Volkspolizei. Zij was in eerste instantie verantwoordelijk voor het afwenden van gevaren voor militair gebruik van de spoorwegen. Na de Duitse eenwording in 1990 werden haar taken overgenomen door de Bundesgrenzschutz, een situatie die vanaf 1992 voor geheel Duitsland ging gelden.

## Groot-Brittannië
In Groot-Brittannië is de British Transport Police verantwoordelijk voor de politietaken in treinen en stations, maar ook in verschillende metrosystemen.

## Nederland
In Nederland was de spoorwegpolitie tot 2000 onderdeel van de Nederlandse Spoorwegen, daarna ging zij over naar het Korps Landelijke Politiediensten. 
Sinds 1 januari 2013 is de spoorwegpolitie opgeheven. De spoorwegpolitie is sindsdien ondergebracht bij de Dienst Infrastructuur (domein spoor) van de Landelijke Eenheid van de Nationale Politie.

## Verenigde Staten
In de Verenigde Staten hebben verschillende grote spoorwegmaatschappijen eigen politiediensten. De precieze bevoegdheden hangen onder andere af van de wetgeving van de verschillende deelstaten; in veel deelstaten zijn de agenten volwaardige agenten en mogen zij overtreders arresteren, zij het dat hun jurisdictie vaak beperkt is tot de spoorweg en de bijbehorende gebouwen en installaties. Verschillende andere openbaarvervoerbedrijven hebben ook eigen politiediensten, die verantwoordelijk zijn voor de politiezorg in de vervoermiddelen (bus, metro, etc.)